# Браунел (Канзас)
Браунел (енгл. Brownell) град је у америчкој савезној држави Канзас.

## Демографија
По попису из 2010. године број становника је 29, што је 19 (-39,6%) становника мање него 2000. године.
| Група             | 2000.      | 2010.       |
| Белци             | 47 (97,9%) | 29 (100,0%) |
| Афроамериканци    | 0 (0,0%)   | 0 (0,0%)    |
| Азијати           | 0 (0,0%)   | 0 (0,0%)    |
| Хиспаноамериканци | 0 (0,0%)   | 0 (0,0%)    |
| Укупно            | 48         | 29          |